# Maison de Jakov Čelebonović
La maison de Jakov Čelebonović (en serbe cyrillique : Зграда Јакова Челебоновића ; en serbe latin : Zgrada Jakova Čelebonovića) est située à Belgrade, la capitale de la Serbie, dans la municipalité urbaine de Stari grad. Construite entre 1927 et 1929, elle est inscrite sur la liste des biens culturels de la Ville de Belgrade.

## Présentation
La maison, située 18 rue Vuka Karadžića, abrite aujourd'hui le musée des arts appliqués de Belgrade ; elle a été construite entre 1927 et 1929 pour le juriste Jakov Čelebonović d'après des plans de l'ingénieur Mihailo Belić, qui, selon toute vraisemblance, a dessiné l'ensemble, de l'architecte Nikola Krasnov, auteur de la façade, et de l'architecte allemand Negerer, qui a dessiné l'intérieur ; la construction a été conçue dans un style académique.
Les façades du bâtiment sont asymétriques, ce que souligne la disposition des loggias, des balcons et des pignons. La séparation entre le toit et les corniches qu'il surmonte accentue encore la verticalité de l'ensemble. Les façades sont richement ornées. Depuis 1950, l'immeuble abrite le Musée des arts appliqués de Belgrade.
L'importance du monument est également liée au fait qu'y ont vécu Jakov, Marko et Aleksa Čelebonović, qui ont tous laissé leur empreinte dans l'histoire culturelle de Belgrade.